# Vitamin A

Cấu trúc của retinol, dạng phổ biến nhất của vitamin A trong thực phẩm

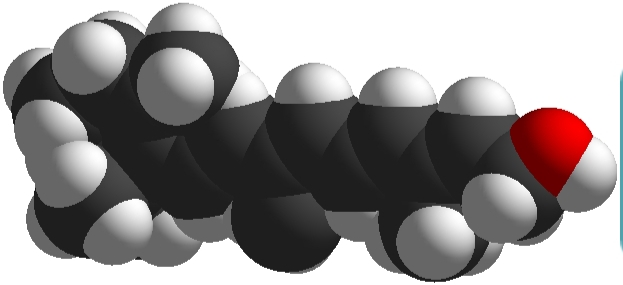
Mô hình 3d của Vitamin A (Retinol) mặt trước

Vitamin A là một chất dinh dưỡng thiết yếu cho con người. Nó không tồn tại dưới dạng một hợp chất duy nhất, mà dưới một vài dạng. Trong thực phẩm có nguồn gốc động vật, dạng chính của vitamin A là rượu: retinol, nhưng cũng có thể tồn tại dưới dạng aldehyde là retinal, hay dạng axít là axít retinoic. Các tiền chất của vitamin (tiền vitamin) tồn tại trong thực phẩm nguồn gốc thực vật gồm ba loại là α,β,γ - caroten có trong một vài loài cây trong họ Hoa tán.
Tất cả các dạng vitamin A đều có vòng Beta-ionon và gắn vào nó là chuỗi isoprenoit. Cấu trúc này là thiết yếu cho độ hoạt động sinh hóa của vitamin.
- Retinol, dạng động vật của vitamin A, có màu vàng, hòa tan trong dầu. Vitamin này cần thiết cho thị lực và phát triển xương.
- Các retinoit khác, một lớp các hóa chất có liên quan về mặt hóa học tới vitamin A, được sử dụng trong y học.[2]

## Phát hiện
Quá trình phát hiện ra vitamin A có nguồn gốc từ nghiên cứu vào khoảng năm 1906, trong đó người ta chỉ ra rằng các yếu tố không phải các cacbohydrat, protein, chất béo cũng là cần thiết để giữ cho bò khỏe mạnh. Vào năm 1917, một trong các chất này đã được Elmer McCollum tại Đại học Wisconsin-Madison và Lafayette Mendel cùng Thomas Osborne tại Đại học Yale phát hiện ra độc lập với nhau. Do "yếu tố hòa tan trong nước B" (Vitamin B) cũng mới được phát hiện ra gần khoảng thời gian đó, nên các nhà nghiên cứu chọn tên gọi "yếu tố hòa tan trong dầu A" (vitamin A).

## Tương đương của các retinoit và các carotenoit (IU)
Liều dùng vitamin A thường được biểu diễn bằng các đơn vị quốc tế (IU) hay đương lượng retinol (RE), với 1 IU = 0,3 microgam retinol. Do sản xuất retinol từ các tiền vitamin trong cơ thể người được điều chỉnh bằng lượng retinol có sẵn trong cơ thể, nên việc chuyển hóa chỉ áp dụng chặt chẽ cho thiếu hụt vitamin A trong người. Việc hấp thụ các tiền vitamin cũng phụ thuộc lớn vào lượng các lipid được tiêu hóa cùng tiền vitamin; các lipid làm tăng sự hấp thụ tiền vitamin.
| Chất và môi trường hóa học của nó        | Microgam retinol tương đương trên microgam chất |
| ---------------------------------------- | ----------------------------------------------- |
| retinol                                  | 1                                               |
| beta-caroten, hòa tan trong dầu          | 1/2                                             |
| beta-caroten, thức ăn thông thường       | 1/12                                            |
| alpha-caroten, thức ăn thông thường      | 1/24                                            |
| beta-cryptoxanthin, thức ăn thông thường | 1/24                                            |

## Các nguồn
Vitamin A được tìm thấy trong nhiều loại thực phẩm, nó tồn tại trong thực phẩm có nguồn gốc động vật dưới dạng retinol, còn trong thực vật dưới dạng carotene (tiền vitamin A). Gan, lòng đỏ trứng, bơ, dầu cá, sữa, pho mát, rau muống, rau ngót, rau cải xanh, bí đỏ, cà rốt, xoài có chứa nhiều vitamin A. Mỗi loại dưới đây chứa ít nhất 0,15 mg (tương đương với 150 microgam hay 500 IU) vitamin A hay beta carotene trên 1,75-7 oz. (50-200 g).
- Gấc (betacarotene có trong màng bao hạt gấc)
- Dầu cá (μg 	 53%)
- Gan (bò, lợn, gà, cá, gà tây) (6500 μg 	722%)
- Cà rốt (835 μg 93%)
- Lá cải bông xanh (800 μg 89%) – Hoa cải bông xanh có ít hơn- xem dưới đây
- Khoai lang (709 μg 79%)
- Cải lá xoăn (681 μg 76%)
- Bơ (684 μg 76%)
- Rau bina (469 μg 52%)
- Rau ăn lá
- Bí ngô (369 μg 41%)
- Cải bắp không cuốn (333 μg 37%)
- Dưa gang (169 μg 19%)
- Trứng gà, vịt (140 μg 16%)
- Mơ (96 μg 11%)
- Đu đủ (55 μg 6%)
- Xoài (38 μg 4%)
- Hoa cải bông xanh (31 μg 3%)
- Đỗ (38 μg 4%)
- Củ cải đường[5]
- Bí đỏ.

Lưu ý: Các giá trị trong ngoặc là đương lượng retinol và phần trăm RDI trên 100g.

## Tác dụng của vitamin A trong cơ thể
- Trong cơ thể vitamin A tham gia vào hoạt động thị giác, giữ gìn chức phận của tế bào biểu mô trụ. Trong máu vitamin A dưới dạng retinol sẽ chuyển thành retinal. Trong bóng tối, retinal kết hợp với opsin (là một protein) để cho rhodopsin là sắc tố nhạy cảm với ánh sáng ở võng mạc mắt, giúp võng mạc nhận được các hình ảnh trong điều kiện thiếu ánh sáng. Sau đó, khi ra sáng rhodopsin lại bị phân huỷ cho opsin và trans-retinal, rồi trans-retinal vào máu để cho trở lại cis-retinol.
- Vitamin A mà chủ yếu là acid retinoic còn là chất cần thiết cho hoạt động của biểu mô, làm bài tiết chất nhày và ức chế sự sừng hóa.

## Thiếu hụt
Một trong những biểu thị đầu tiên của thiếu hụt vitamin A là thị lực suy giảm, cụ thể là suy giảm nhẹ thị lực gọi là quáng gà (khả năng nhìn giảm mạnh khi độ chiếu sáng thấp). Thiếu hụt liên tục sẽ sinh ra một loạt các thay đổi, có tính chất hủy hoại nhiều nhất diễn ra ở mắt. Các thay đổi về thị giác được gọi chung là bệnh khô mắt. Đầu tiên là sự khô đi của màng kết do biểu mô của tuyến tiết nước mắt và nước nhầy bị thay thế bằng biểu mô keratin hóa. Tiếp theo là sự tích tụ các mảnh vụn keratin thành các mảng trong mờ nhỏ (đốm Bitot) và cuối cùng là sự ăn mòn bề mặt màng sừng thô ráp với sự thoái hóa và phá hủy của giác mạc (keratomalacia) và mù toàn phần.
Các thay đổi khác còn có suy giảm miễn dịch, giảm chiều dày lớp vảy ở da (các bướu nhỏ màu trắng ở nang tóc), bệnh da gà (Keratosis pilaris) và squamous metaplasia của biểu mô ở bề mặt của lối vào phía trên của hệ hô hấp và bàng quang, với lớp biểu mô bị keratin hóa.

## Chỉ định và liều dùng
- Vitamin A được chỉ định điều trị trong các bệnh: bệnh khô mắt, quáng gà, trẻ em chậm lớn, dễ mắc bệnh truyền nhiễm đường hô hấp, bệnh trứng cá, da tóc móng khô giòn, làm chóng lành vết thương vết bỏng.
- Liều lượng: uống 5000IU mỗi ngày; phụ nữ có thai: 8000IU/ngày

## Quá liều
Do vitamin A hòa tan trong chất béo, việc thải lượng dư thừa đã hấp thụ vào từ ăn uống là khó khăn hơn so với các vitamin hòa tan trong nước như các vitamin B và C (các vitamin tan trong nước khi dư thừa thì được cơ thể tự đào thải qua bài tiết hoặc tiêu hoá). Do vậy, quá liều có thể dẫn tới ngộ độc vitamin A. Nó có thể gây buồn nôn, vàng da, dị ứng, chứng biếng ăn, nôn mửa, nhìn mờ, đau đầu, tổn thương cơ và bụng, uể oải và thay đổi tính tình.
Ngộ độc cấp tính nói chung xảy ra ở liều 25.000 IU/kg, và ngộ độc kinh niên diễn ra ở 4.000 IU/kg mỗi ngày trong thời gian 6-15 tháng. Tuy nhiên, ngộ độc ở gan có thể diễn ra ở các mức thấp tới 15.000 IU/ngày tới 1,4 triệu IU/ngày, với liều gây ngộ độc trung bình ngày là 120.000 IU/ngày. Ở những người có chức năng thận suy giảm thì 4.000 IU cũng có thể gây ra các tổn thương đáng kể. Việc uống nhiều rượu cũng có thể làm gia tăng độc tính.
Trong các trường hợp kinh niên, rụng tóc, khô màng nhầy, sốt, mất ngủ, mệt mỏi, giảm cân, gãy xương, thiếu máu và tiêu chảy có thể là các triệu chứng hàng đầu gắn liền với ngộ độc ít nghiêm trọng.
Các triệu chứng ngộ độc nói trên chỉ xảy ra với dạng tạo thành trước (retinoit) của vitamin A (chẳng hạn từ gan), còn các dạng caretonoit (như beta caroten trong cà rốt) không gây ra các triệu chứng như vậy.
Một nghiên cứu gần đây chỉ ra mối tương quan giữa tỷ trọng khoáng chất thấp của xương với lượng hấp thụ vitamin A cao.

## Nhu cầu hàng ngày được khuyến cáo
Nhu cầu hàng ngày được khuyến cáo (RDI) về vitamin A theo nhu cầu tham chiếu ăn uống của Hoa Kỳ là:
| Giai đoạn   | Giai đoạn  | US RDAs hoặc AIs (μg RAE/ngày) | Giới hạn (UL, μg/ngày) |
| ----------- | ---------- | ------------------------------ | ---------------------- |
| Trẻ sơ sinh | 0–6 tháng  | 400 (AI)                       | 500 (AI)               |
| Trẻ sơ sinh | 7–12 tháng | 600                            | 600                    |
| Trẻ em      | 1–3 tuổi   | 300                            | 600                    |
| Trẻ em      | 4–8 tuổi   | 400                            | 900                    |
| Nam         | 9–13 tuổi  | 600                            | 1700                   |
| Nam         | 14–18 tuổi | 900                            | 2800                   |
| Nam         | >19 tuổi   | 900                            | 3000                   |
| Nữ          | 9–13 tuổi  | 600                            | 1700                   |
| Nữ          | 14–18 tuổi | 700                            | 2800                   |
| Nữ          | >19 tuổi   | 700                            | 3000                   |
| Thai kỳ     | <19 tuổi   | 750                            | 2800                   |
| Thai kỳ     | >19 tuổi   | 770                            | 3000                   |
| Cho con bú  | <19 tuổi   | 1200                           | 2800                   |
| Cho con bú  | >19 tuổi   | 1300                           | 3000                   |

(Lưu ý rằng giới hạn này là dành cho dạng retinoit của vitamin A. Các dạng caroten từ các nguồn thức ăn thông thường là không độc hại.)